# یوها رینی
یوها رینی (فنلاندی: Juha Reini؛ زادهٔ ۱۹ مارس ۱۹۷۵) بازیکن فوتبال اهل فنلاند بود.
از باشگاه‌هایی که او در آن بازی کرده‌، می‌توان به باشگاه فوتبال خنک، باشگاه فوتبال آزد آلکمار، و باشگاه فوتبال واسان پالوسئورا اشاره کرد.
رینی همچنین در تیم ملی فوتبال فنلاند بازی کرده‌است.